# Béri Géza
Béri Géza (Budapest, 1933. február 3. – Budapest, 1979. december 24.) költő, drámaíró, novellista, műfordító.

## Élete
Béri Géza és Sárközi Margit gyermekeként született 1933. február 3-án, Budapesten, Angyalföldön. Kétéves, amikor szülei elválnak. Édesanyja ápolónői munkája mellett másodállásokból származó jövedelmekből tartotta el a családot. Béri 1943–1951-ben Toldy Ferenc Gimnáziumban tanult. Ifjú éveit a Vár környékén illetve a Vízivárosban töltötte. 1953–56 között, a fennálló rend fegyveres megdöntésére való szervezkedés miatt, a váci börtön életfogytiglanra ítélt rabja, ahol a magukat Füveskert-költők néven elnevező költőtársaság tagja. A csoportosulás tagja még Kárpáti Kamil, Szathmáry György, Tollas Tibor és Tóth Bálint is. Béri 1956-ban a Széna-téren és a Várban vett részt a szovjet csapatok elleni szabadságharcban.
Életében egyetlen könyve sem jelenhetett meg. Néhány műve a nyugaton kiadott Füveskert antológiában, Magyarországon pedig az Élet és Irodalomban, a Napjainkban, az Új Írásban és két antológiában (Versmondók könyve 1971, 1975, Külvárosi jeladás 1973) látott napvilágot. A Szép versek antológiában 1979-es öngyilkossága után több mint egy évvel közöltek verseiből válogatást. A Stádium Kiadó 1992-ben adta ki válogatott verseinek és novelláinak gyűjteményét Válogatott versek és novellák, 2001-ben pedig ennek javított kiadását, Hajó a hegyen címmel. 1995-ben lett kiadva a „Füveskert-költők” antológiája, Füveskert – 1954-1995 címen, amelyben szintén szerepelnek művei. 2015-ben az Eszme, halaknak című versválogatást adták ki, amelynek utószavát Rózsássy Barbara írta.

## Művei
- szerk.: Kárpáti Kamil: Béri Géza válogatott versei és novellái. Stádium. ISBN 963 85096 1 9 (1992)[4][26]
- Hajó a hegyen, A Béri Géza válogatott versei és novellái kötet újra kiadása, Stádium. ISBN 963 9156 19 1 (2001)[27][28]
- A sárkányölő - válogatott novellák. Stádium Kiadó. ISBN 9786155198397 (2015)[29]
- szerk.: Rózsássy Barbara: Eszme, halaknak. Stádium. ISBN 978-615-5198-32-8 (2015)[30][31]
- A tornác kövén - összegyűjtött versek. szerk.: ifj. Béri Géza és T. Tóth Tünde. Napkút Kiadó Bp. ISBN 978-615-6283-30-6 (2021) [32]

### Antológiákban megjelent írásai

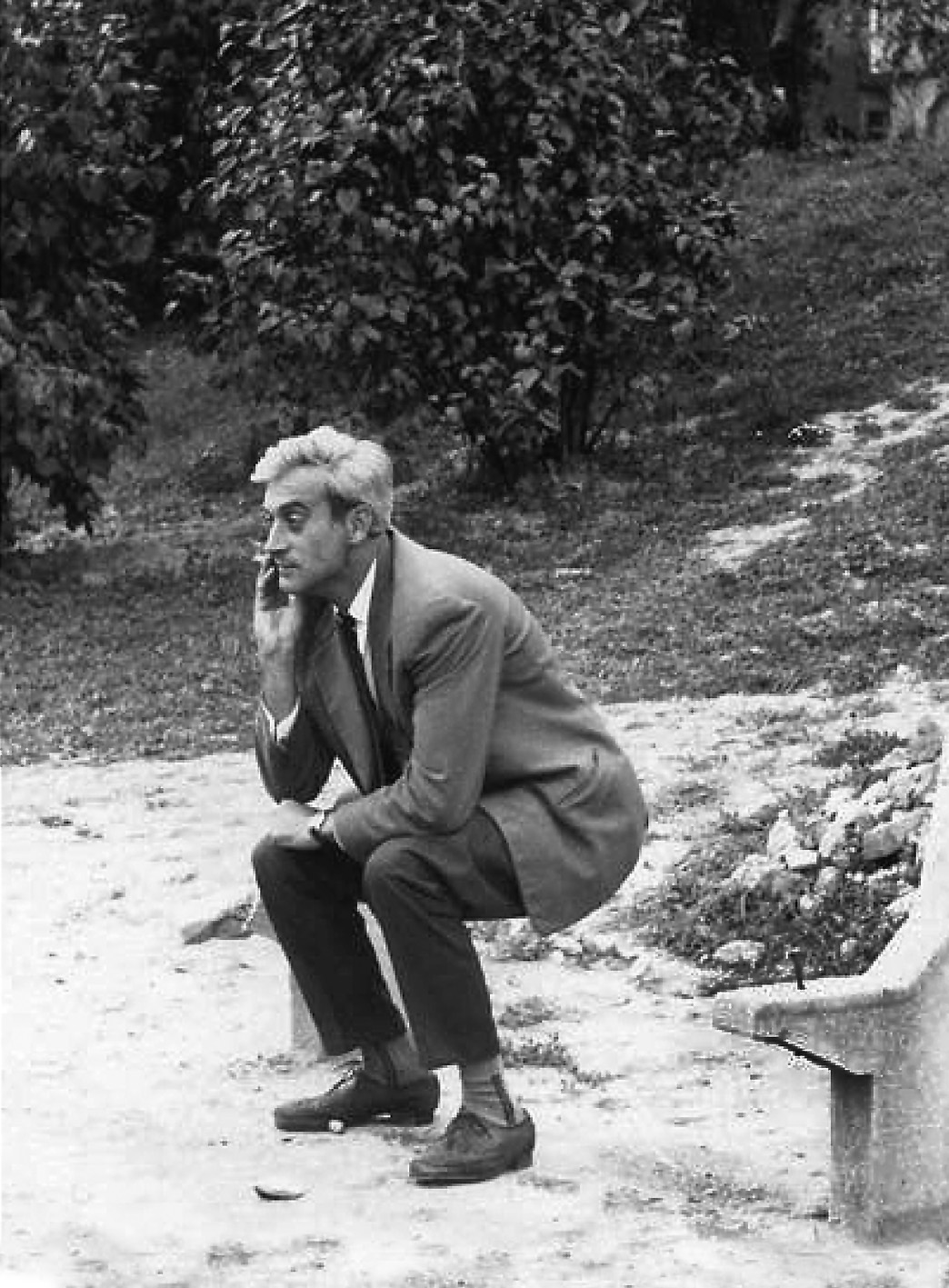
A Vérmezőn (1970-es évek közepe)

Külvárosi jeladás
- Munkásasszonyok[33]
- Ebédlő[34]
- Éjszakás hét[35]
- Egyszólamú szerelmes ének[36]
- Ének a szülőföld hiányáról[37]

Versmondók könyve 1971
- Duna[38]

Versmondók könyve 1975
- Medve[39]
- Óda a szabadsághoz[40]
- Három kerület[41]
- Munkásasszonyok[42]
- Egyszólamú szerelmes ének[43]
- Homokevő[44]
- Protestánsok[45]
- Buda[46]
- Katonák[47]

Szép versek 1980
- Óda a szabadsághoz[48]
- Talán a történelem[49]
- Modern jellem[50]
- Egyszólamú szerelmes ének[50]
- Csigaház[51]
- Medve[51]
- Végrendelet[48]

Az elmúlástól tettenérten
- Talán a történelem[52]
- Végrendelet[53]

Októberi tűzvirág
- Csigaház[54]
- Infinitívuszok[55]

### Folyóiratokban megjelent művei
A Búvópatak irodalmi folyóirat több – köztük kötetben meg nem jelent – írását is közölte:
- 2010 október: Erőszak nem szülhet fegyelmet; Zsoltár;[56] Induló;[57] Ki karddal támad; Üzenet-féle; Természetrajz;[58] Költészet[59]
- 2010 november: Medve[60] Visz az út[61] Életfogytiglan[62]
- 2011 január: Csata (novella)[63]
- 2011 március: Himnusz[64] Jegenye[65] Alibi[66]
- 2011 május: Infinitívuszok; Vacsoravendég; Kifulladásig; Késsel szeletelnek[67]
- 2011 június-július: Eszter[68]
- 2011 augusztus: Házasság tutajon (hangjáték)[69]

2014 decemberében Varjú Lívia fordításában megjelent Óda a szabadsághoz (Ode to Freedom) című verse a svájci Ex Tempore folyóiratban.

## Elismerései, emlékezete

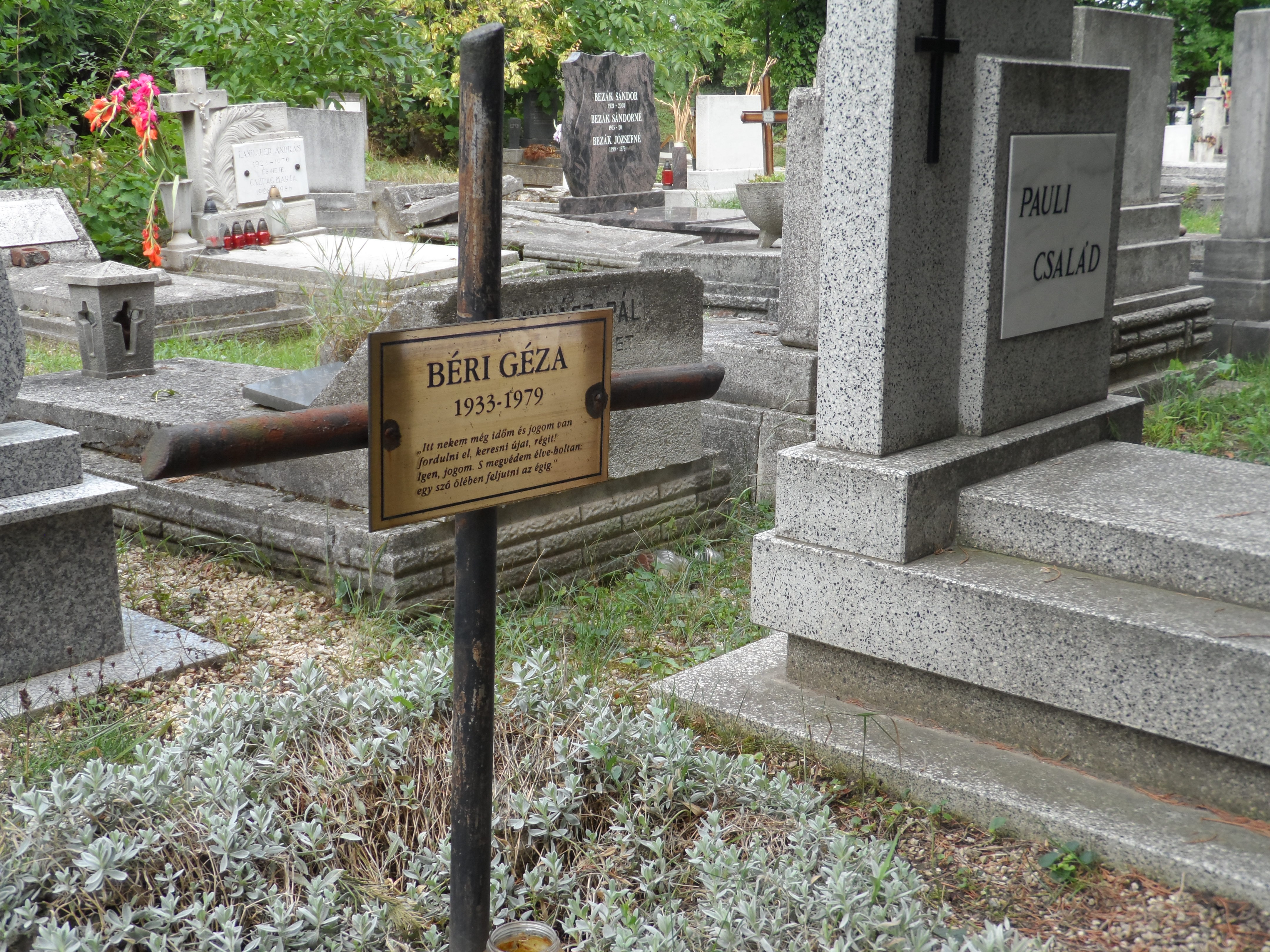
Síremléke az Óbudai temetőben:
„Itt nekem még időm és jogom van
fordulni el, keresni újat, régit!
Igen, jogom. S megvédem élve-holtan:
egy szó ölében feljutni az égig.”

A Magyar Írószövetség posztumusz tagja.
Bár nincs nevesítve, alakja feltűnik Pozsgai Zsolt 2007-ben bemutatott Csendkút című filmjében. A filmnek a váci börtönbe érkező Gérecz Attila a központi alakja. Béri az őt befogadó, önmagukat „Füveskert” költőknek nevező társaság (Kárpáti Kamil, Szathmáry György, Tollas Tibor és Tóth Bálint mellett) tagja. 2013-ban posztumusz Papp Árpád Búvópatak-díjat kapott. Kárpáti Kamil Béri Géza éjszakai műszakba indul, című versében, valamint A néma páva könyvének A költészet önvédelme 2. fejezetében, Rendhagyó emlékezés Béri Gézára - Kérvény(ek) helyett és Béri Gézával Vácott és a Partizán utcában című írásaiban, Tóth Bálint Magyar litánia című versében emlékezik meg róla.